# 輕羽飛揚
《羽球戰爭！》是濱田浩輔創作的日本漫畫作品，2013年6月開始在《good!afternoon》連載。2018年1月30日宣佈改編為電視動畫，並於2018年7月1日起在東京都會電視台、日本BS放送、AT-X電視台晚上時段首播。

## 故事簡介
因为羽球社荒垣渚主将对社員的“泄愤”，几乎所有人都退社了。北小町高中，当羽毛球社教练立花健太郎为了社员不足而烦恼时，正好被他发现一位正在打网球的运动能手羽咲绫乃。虽然最后终于将绫乃拉进羽球社，开始练习。显然绫乃对羽毛球没有太大的好感，但之后和弗雷女校选手，妹妹“柯妮·克里斯坦森”交流过后，绫乃的心境开始了改变。

## 登場角色

### 北小町高中
羽咲綾乃（聲：大和田仁美）
本作的主角。一年級生。右撇子，持羽球拍的慣用手為左手，兩手都能持拍擊球。身高為151cm。
因為在北小町高中羽球社教練立花健太郎面前表現出優異的運動天賦，而被對方強硬要求加入羽球社，本人則在多次拒絕後勉為其難的參與了社團活動，並因為和渚的打賭中失敗，和與柯妮交流過後正式加入羽球社。
曾接受在全日本女子羽球十連霸的母親有千夏的教導，有著過人的羽球技術，並有著超凡的選球能力與反應能力，屬於防衛型的選手。能依靠本能找出對手的弱點加以進攻，也很擅長精神方面的攻擊手段。
相反的，因為體格嬌小而在肌肉的耐久力與體力上有著隱憂，本身的精神也有些脆弱，常因為自身的煩惱而難以發揮實力。
初登場時是個膽小怯弱的少女，但打羽球時卻會像母親那樣討厭失敗，且態度變得傲慢、言語帶刺。
荒垣渚（聲：島袋美由利）
本作的主要人物之一。三年級生，右撇子。北小町高中女子羽球部的部長以及主將。身高為174cm。
短髮、身材高挑的巨乳美少女。與羽咲相較是注重攻擊型的羽球運動員，以強力的跳躍扣殺作為其致命的絕招，有全國等級的身手。可是選球能力很差，加上其攻擊性的性格使她每一球都會想去接，造成其膝蓋嚴重的負擔與損傷。
在教練健太郎的指導下學會了以自己的攻擊來控制對手使之不斷的左右移動，好減輕膝蓋負擔的戰術。
因為曾在半年前的青少年選手權大賽上一分未得的慘敗給當時尚是中學生的綾乃而造成嚴重的心理創傷，故事初期時因此顯得容易煩躁且自尊心高，並對剛加入社團的綾乃抱有強烈的競爭情結，不過在健太郎的開導下找回了過去的自己，也獲得了精神上的成長。
泉理子（聲：三村有己）
北小町高中女子羽球部的副部長及副主將，三年級生。右撇子。身高為163cm。
在綾乃加入社團後主要與她搭檔出賽雙人組賽事。感覺自己沒有才能，因此對實力出色的綾乃與渚抱有劣等感，不過憑著出色的控球能力與選球眼光為武器，成了控制型的選手而獲得出色成長，在和橫濱翔榮高中的橋詰英美比賽時成功獲勝。
藤澤英玲奈（聲：小原好美）
綾乃的同班同學也是青梅竹馬之一。因為綾乃的關係成為羽球部的經理，後轉為部員。身高165cm。喜歡綾乃。
立花健太郎（聲：岡本信彥）
北小町高中女子及男子羽球部的教練，薊野體育大學的大學生。右撇子。身高為181cm。
北小町高中的畢業生。擔任教練後因為教導過於嚴格導致大部分成員退社，使社團人數不足以參加賽事。為了募集社員而做過許多詭異的事試圖在學生中找到新成員，還因此被懷疑是變態。
過去曾是有資格參與奧運的羽球選手，但因為膝蓋嚴重受傷不得不放棄選手生涯。
太郎丸美也子（聲：小松未可子）
羽球部的顧問。31歲，單身。在作者的另一作品睡衣女友有登場過。
沒有和羽球相關的經驗。
三浦法子（聲：岩橋由佳）
綾乃的同班同學也是青梅竹馬之一，一年級生。因為綾乃的關係成為羽球部的經理。身高163cm。
海老名悠（聲：石川由依）
北小町高中女子羽球部的成員。二年級生。
伊勢原空（聲：松井惠理子）
北小町高中女子羽球部的成員。二年級生。伊勢原學的妹妹。
伊勢原學（聲：山下誠一郎）
北小町高中男子羽球部的成員。三年級生。伊勢原空的哥哥。
葉山行輝（聲：澤城千春）
北小町高中男子羽球部的成員。

### 弗雷德里西亞女子短大附屬高中
柯妮·克莉斯汀森（聲：伊瀬茉莉也）
本作的主要人物之一。丹麥出身的職業選手。來日本前未曾和綾乃見過面的義理妹妹。
沒有其他家人的孤兒。由有千夏扶養將其當作親女兒般照顧，柯妮也將有千夏當成親生母親一般愛戴。
從有千夏那裏接受著羽球選手的英才教育，與生俱來的天賦及高大身材讓維戈相中栽培，被維戈稱為真正的天才。但是，為了見到稱呼為「姐姐」而憧憬的綾乃，離開團體隻身來到日本留學。
志波姫唯華（聲：茅野愛衣）
三年級生。羽球部的主將。高中羽球三強的其中一人。
有著去年在帶傷的情況下，還能在全國高中羽球聯賽進入到前八強，以及春季選拔大賽得到冠軍的強勁實力。但在今年宮城縣大賽中敗給了柯妮。
小時候的身材相當矮小，在力氣方面有著不利而輸掉比賽，周圍對此評價為「技巧之志波姫」。
高中聯賽做為第一種子出場。
多賀城雛（聲：小田切優衣）
二年級生。留著短髮，皮膚黝黑有著野生兒氣息的豪爽，皮膚的色澤並非天生而是曬黑的。
身材嬌小，但是兼具速度和力量。本人言自己是在山裡長大的。
雄勝冴子（聲：福田芽衣）
三年級生。
美里咲（聲：矢野優美華）
三年級生。副主將。和鈴組成雙打。
白石鈴（聲：武田羅梨沙多胡）
三年級生。和志波姬從小就相識的友人。
矢本千景（聲：阿部里果）
三年級生。
亘理壯一郎
監督。56歲。平常個性溫柔，一旦比賽則會相當嚴格。

### 港南高中
芹谷薰子（聲：下田麻美）
港南高中的一年級生。主要人物之一。
笹下美希（聲：宮本佳那子）
一年級生。薰子的友人。

### 逗子綜合高中
石澤望（聲：櫻庭有紗）
三年級生。縣大賽的實力選手之一。
倉石（聲：遊佐浩二）
逗子綜合高中的監督。帶著厚框眼睛有著鱈魚子厚唇特徵的中年男子。重視資料分析，連選手的招呼都會徹底規範的管理型監督。

### 橫濱翔榮高中
橋詰英美
橫濱翔榮高中的王牌。從東京的中學做為A特待生的身分入學橫濱翔榮高中。
重盛瑞貴
和橋詰組成雙打的組合。以C特待生的身分入學橫濱翔榮高中。
木叢
橫濱翔榮高中的監督。和倉石做為優勝的常客校有著交情，與管理型的倉石不同重視學生的自主性。

### 全國高中羽球聯賽出場選手
益子淚
高中羽球三強中的其中一人。身高172cm。栃木縣的代表，宇都宮學院的三年級生。全日本中學錦標賽的霸者，國際比賽中也留有成績。
旭海莉
和益子淚組成雙打，宇都宮學院的三年級生。平時持有冷靜的性格，但當生氣時會使用不良的口吻壓制益子。
津幡路
高中羽球三強的其中一人。加賀雪嶺的三年級生。春季選拔的亞軍，去年高中聯賽個人戰第三名的實力選手。
從小開始一次都沒有贏過益子，因此將益子當成對手相當敵視。
少女時期就因為強勁的力氣而受到矚目，被周圍評價為「力之津幡」的攻擊型選手。體型也較為圓潤，以總是慘敗給益子的契機，為了增加速度而開始減重。
狼森茜
青森縣的代表，青森高田高校二年級生的實力選手。擁有卓越的速度和運動量，重視速度的攻擊型選手。將唯華視為勁敵。
高中聯賽四回戰和綾乃對決敗退。單論速度是此次大會中最快的甚至比綾乃還快，但是對於判讀的速度輸給了綾乃。
豐橋安里
愛知縣代表，尾張澀川高中三年級生。一年級開始便在高中聯賽持續出場的實力選手之一。
和綾乃相似，擅長持久戰、重視防禦的選手。高中聯賽二回戰對上綾乃，最後輸給綾乃。此次大會輸給綾乃後準備引退。
久御山久世
京都府代表，宇治天神山高中的學生。健太郎列舉全國等級的實力選手之一。高中聯賽個人戰做為第四種子出場，四回戰對上渚敗北。

### 綾乃的家人
羽咲有千夏（聲：大原沙耶香）
綾乃的母親。在全日本綜合羽毛球錦標賽達成女子單打十連霸的實力者。舊姓為神藤。
看見綾乃第一次輸球喊著沒有輸的畫面，發現綾乃不但有著贏球的意欲也會在輸掉比賽後向自己撒嬌，認為自己待在綾乃身邊會讓她產生依賴而無法在羽球上成長，於是選擇離開綾乃。
羽咲心太郎
綾乃的父親，與有千夏是青梅竹馬。為人穩重溫和，身材和有千夏相反，相當矮小。
雖然對羽球不甚了解，但是強烈地希望綾乃和有千夏的關係可以修復。

### 其他登場人物
松川明美
Badminton Rush的記者。42歲。有千夏的同級生，兩人也都曾是國家隊的成員。做為有千夏的友人，有千夏結婚時有被邀請參加。
擁有優秀的洞察力，曾給予有千夏、健太郎、維戈等人一語中的的建議。
維戈·史比利茲·齊克果
BWF的特別顧問，原丹麥羽球選手。擁有全英羽毛球公開錦標賽四連霸，以及唯一一位來自歐洲的奧運羽球比賽金牌得主等傲人成績。
有想把綾乃帶到BWF參加培訓的想法，因此想以贏過麗曉就可以和母親見面為誘因將其帶走，最後被綾乃拒絕。
但是之後，綾乃決定做為羽球選手稱霸全國而主動找上維戈，在瞭解綾乃的決心後，維戈本人對其親自進行一對一訓練。
安妮
維戈的秘書，也兼任綾乃的教練。原本是備受矚目的羽球選手，維戈也對其抱有很大的期待。
王麗曉
世界排名第一的中國職業選手。有著童顏的成人。
由有千夏教導羽球的其中一人。因為有千夏的提議，裝扮成高中生化名為「羅小麗」，和綾乃進行練習比賽。雖然比賽輸給了綾乃，但被周遭認為是手下留情。
赤羽玲二
世界排名第八的職業選手。北小町高中的畢業生，健太郎的同級生。

## 出版書籍

### 漫畫
| 卷數 | 講談社         | 講談社                                                  | 東立出版社     | 東立出版社             |
| 卷數 | 發售日期       | ISBN                                                    | 發售日期       | ISBN                   |
| ---- | -------------- | ------------------------------------------------------- | -------------- | ---------------------- |
| 1    | 2013年10月7日  | ISBN 978-4-06-387927-8                                  | 2018年3月15日  | ISBN 978-986-382-593-7 |
| 2    | 2014年2月7日   | ISBN 978-4-06-387955-1                                  | 2018年7月20日  | ISBN 978-986-382-594-4 |
| 3    | 2014年7月7日   | ISBN 978-4-06-387983-4                                  | 2018年8月13日  | ISBN 978-986-382-595-1 |
| 4    | 2014年11月7日  | ISBN 978-4-06-388008-3                                  | 2018年10月12日 | ISBN 978-986-382-596-8 |
| 5    | 2015年4月7日   | ISBN 978-4-06-388043-4                                  | 2018年12月28日 | ISBN 978-986-431-479-9 |
| 6    | 2015年9月7日   | ISBN 978-4-06-388082-3                                  | 2019年1月14日  | ISBN 978-957-26-2013-7 |
| 7    | 2016年2月5日   | ISBN 978-4-06-388116-5                                  | 2019年10月7日  | ISBN 978-957-26-2014-4 |
| 8    | 2016年8月5日   | ISBN 978-4-06-388165-3                                  | 2019年12月13日 | ISBN 978-957-26-2015-1 |
| 9    | 2016年12月7日  | ISBN 978-4-06-388221-6                                  |                |                        |
| 10   | 2017年5月1日   | ISBN 978-4-06-388254-4                                  |                |                        |
| 11   | 2017年10月6日  | ISBN 978-4-06-388291-9                                  |                |                        |
| 12   | 2018年3月7日   | ISBN 978-4-06-511097-3                                  |                |                        |
| 13   | 2018年7月6日   | ISBN 978-4-06-511877-1                                  |                |                        |
| 14   | 2018年11月22日 | ISBN 978-4-06-513446-7                                  |                |                        |
| 15   | 2019年6月7日   | ISBN 978-4-06-515719-0 ISBN 978-4-06-515720-6（特裝版） |                |                        |
| 16   | 2019年11月7日  | ISBN 978-4-06-517483-8                                  |                |                        |


- 由《Slow Start》的作者笃见唯子绘制的四格漫畫，2018年7月7日起在动画《轻羽飞扬》的官方Twitter开始连载。

### 小說
《志波姬唯华，高中2年级——》
- 以本篇故事开始一年前的弗雷女为舞台的外传小说，2018年6月29日由讲谈社轻小说文库刊行。
- 著：望月唯一，原作、插画：滨田浩辅

| 講談社        | 講談社                 |
| 發售日期      | ISBN                   |
| ------------- | ---------------------- |
| 2018年6月29日 | ISBN 978-4-06-512573-1 |

## 電視動畫

### 主題曲
片頭曲
作詞、編曲：，作曲：水野良樹，主唱：YURiKA
片尾曲
（第2話、4－13話）
「 (Acoustic Ver.)」（第3話）
作詞、作曲、主唱：大原由衣子，編曲：吉田穰
插曲（第11話）
作詞、作曲、主唱：大原由衣子，編曲：吉田穣

### 各話列表
| 話數   | 日文標題 | 中文標題               | 劇本       | 分鏡            | 演出              | 作畫監督                                                                |
| ------ | -------- | ---------------------- | ---------- | --------------- | ----------------- | ----------------------------------------------------------------------- |
| 第1話  |          | 優異的天賦！           | 岸本卓     | 江崎慎平        | 江崎慎平          | 石原惠治、北原大地                                                      |
| 第2話  |          | 運動後吃肉感覺就是棒！ | 岸本卓     | 德土大介        | 德土大介          | 佐野陽子、池田志乃                                                      |
| 第3話  |          | 她曾經完美無缺         | 江崎慎平   | 飯野誠          | 西川將貴          | 齊藤健吾、飯野誠                                                        |
| 第4話  |          | 如今我仍在迷途         | 宮尾百合香 | 飯野慎也        | 飯野慎也          | 平村直紀、鳥山冬美                                                      |
| 第5話  |          | 你不是孤身一人         | 宮尾百合香 | 飯野誠          | 池田              | 西道拓哉、櫛淵學 武田牧子                                               |
| 第6話  |          | 畢竟是最後一個夏天！   | 池田臨太郎 | 吉岡忍          | 黑田健司 宮澤良太 | 中野良一、渡邊和夫 坂口蒼星、石原惠治                                   |
| 第7話  |          | 我會秒殺她給你看       | 岸本卓     | 德土大介        | 網修次郎          | 池野志乃、松井理和子 古谷梨繪                                           |
| 第8話  |          | 我想要打的羽球         | 池田臨太郎 | 畑博之          | 川尻健太郎        | 北原廣大、佐野陽子 畠山佳苗                                             |
| 第9話  |          | 想要做的不是「朋友」   | 宮尾百合香 | 鏑木宏          | 下平佑一          | 平村直紀、長濱亘彥 吉田伊久雄、藤澤俊幸                                 |
| 第10話 |          | 反拍是這樣握的         | 岸本卓     | 今泉賢一        | 宮澤良太          | 中山和子、清原寮 沼田廣、關本美穗 西村元秀、皆春羊二 丸山修二、渡邊和夫 |
| 第11話 |          | 因為我喜歡羽球         | 岸本卓     | 板井寬樹        | 板井寬樹          | 中野良一、小尾慎也 西真由子、石原惠治 栗西祐輔、清水博幸                |
| 第12話 |          | 向前邁出腳步！         | 岸本卓     | 齋藤久 江崎慎平 | 池田              | 藤澤俊幸、生田目康裕 池田志乃、佐野陽子                                 |
| 第13話 |          | 越過球網所見到的       | 岸本卓     | 江崎慎平        | 江崎慎平          | 北原廣大、松井理和子 芳賀惠理子、木村智                                 |

### BD與DVD
| 卷數 | 發售日期       | 收錄話數         | 規格編號   | 規格編號   |
| 卷數 | 發售日期       | 收錄話數         | BD         | DVD        |
| ---- | -------------- | ---------------- | ---------- | ---------- |
| 1    | 2018年9月19日  | 第1話 ~ 第3話    | TBR-28280D | TDV-28286D |
| 2    | 2018年10月17日 | 第4話 、 第5話   | TBR-28281D | TDV-28287D |
| 3    | 2018年11月14日 | 第6話 、 第7話   | TBR-28282D | TDV-28288D |
| 4    | 2018年12月19日 | 第8話 、 第9話   | TBR-28283D | TDV-28289D |
| 5    | 2019年1月16日  | 第10話 、 第11話 | TBR-28284D | TDV-28290D |
| 6    | 2019年2月13日  | 第12話 、 第13話 | TBR-28285D | TDV-28291D |

### 播放電視台
日本深夜動畫：下文記載的日本国内播放時間使用日本標準時間（UTC+9）表示。因為部分時間标识會採用30小时制，因此請留意这类超过24:00的时间，其實際播放時間為翌日清晨。
| 播放日期       | 播放時間                               | 播放電視台              | 播放區域   | 備註                                 |
| -------------- | -------------------------------------- | ----------------------- | ---------- | ------------------------------------ |
| 2018年7月2日 - | 星期一凌晨 24:00 - 24:30（星期日深夜） | 東京都會電視台/TOKYO MX | 東京都     |                                      |
|                |                                        | 日本BS放送/BS11         | 日本全國   | 衛星電視 / 『ANIME+』節目 / 製作参加 |
|                |                                        | AT-X                    | 日本全國   | 衛星電視 / 製作参加/節目有重播       |
|                | 星期一凌晨 25:55 - 26:25（星期日深夜） | 關西電視台              | 近畿廣域圏 |                                      |

## 外部連結
- 漫畫 《輕羽飛揚》 （页面存档备份，存于）（日語）
- 電視動畫《輕羽飛揚》官方网站 （页面存档备份，存于）（日語）
- 電視動畫《輕羽飛揚》的X（前Twitter）（日語）